# Свистач плямистобокий
Свистач плямистобокий (Dendrocygna guttata) — вид водних птахів родини качкових (Anatidae).

## Поширення
Вид поширений на сході Індонезії (Сулавесі, Молуккські і Танімбарські острови), на півдні Філіппін (Мінданао) у Новій Гвінеї, в архіпелазі Бісмарка, на півночі Австралії (Північна територія та півострів Кейп-Йорк).

## Опис
Довжина тіла 43–50 см; маса тіла самиць 610—860 г, самців — 590—650 г. Оперення коричневе, а голова сіра. Черево позначене великими круглими плямами. У молодих птахів відмітини розмиті, з білими пір'ям на боках з темними краями. Як і інші види свистачів, вони мають довгі ноги та великі перетинчасті лапи. Яскраво вираженого статевого диморфізму немає.